# جانوس برودي
جانوس برودي (بالمجرية: Bródy János)‏ هو عازف قيثارة وملحن ومغن مؤلف وشاعر مجري، ولد في 5 أبريل 1946 في بودابست في المجر.

## وصلات خارجية
- جانوس برودي على موقع IMDb (الإنجليزية)
- جانوس برودي على موقع روتن توميتوز (الإنجليزية)
- جانوس برودي على موقع ميوزك برينز (الإنجليزية)
- جانوس برودي على موقع ديسكوغز (الإنجليزية)
- جانوس برودي على موقع كينوبويسك (الروسية)